# Sender Tegel
Der Sender Tegel (ⓘ) war ein 1933 für den in Berlin ansässigen Sender Funk-Stunde Berlin in Betrieb genommener 100-kW-Mittelwellensender im Berliner Ortsteil Tegel und diente als Ersatz für den kleineren Sender auf dem Berliner Funkturm.
Der Sendemast wurde an der Berliner Seidelstraße nördlich des früheren Flughafens Tegel als selbsttragende Holzkonstruktion errichtet und hatte zunächst eine Höhe von 165 Metern. Die Funktechnik wurde von der Firma Telefunken geliefert. Die Zuleitung vom Sender zum Sendemast erfolgte über eine neu entwickelte Hochfrequenz-Erdleitung. Die Baukosten betrugen rund 1,5 Millionen Reichsmark (kaufkraftbereinigt in heutiger Währung: rund 8,4 Millionen Euro). Aus statischen Gründen wurde der Mast 1940 auf 86 Meter Höhe zurückgebaut. Vom 20. Dezember 1933 bis zum April 1934 wurde das Programm Funk-Stunde Berlin der Funk-Stunde AG Berlin auf der Mittelwellenfrequenz 832 kHz ausgestrahlt. Danach meldete sich bis zum Ende des Zweiten Weltkriegs von Tegel der Reichssender Berlin auf der neuen Frequenz 841 kHz.
Am 22. April 1945 wurde der Sender Tegel von der Roten Armee besetzt. Auf Veranlassung des sowjetischen Stadtkommandanten wurde am 13. Mai 1945 der Rundfunkbetrieb über den Sender Tegel wieder aufgenommen. Die Sendung begann um 20 Uhr mit der Ansage „Hier spricht Berlin“. Es war zunächst das einzige in Berlin ausgestrahlte Rundfunkprogramm in deutscher Verantwortung, ehe in der britischen Besatzungszone der Nordwestdeutsche Rundfunk einen Sender betrieb. Der 13. Mai 1945 gilt auch als Gründungsdatum des Berliner Rundfunks, der bis zum Ende seiner Privatisierung 1992 Bestand hatte.
Der Berliner Rundfunk strahlte sein unter der Kontrolle der Sowjetischen Militäradministration in Deutschland stehendes Programm bis 1948 vom Sender Tegel aus, der sich seit dem Kriegsende im französischen Sektor befand. Wegen von Frankreich konstatierter Gefährdung des dortigen Flugverkehrs während der Berliner Luftbrücke wurde am 16. Dezember 1948 der Sendeturm zusammen mit dem im Bau befindlichen Stahlrohrmast, der ihn ersetzen sollte, auf Veranlassung des französischen Stadtkommandanten Jean Ganeval von französischen Pionieren gesprengt. Die technische Sendeausrüstung gelangte zum in der Sowjetischen Besatzungszone nahe Berlin gelegenen Sender Königs Wusterhausen.